# Джонс-стріт
Джонс-стріт (англ. Jones Street) — вулиця в Грінвіч-Віллидж у боро Мангеттен у Нью-Йорку. Проходить між Блікер-стріт і заходом 4-ї вулиці. Джонс-стріт іноді плутають із Грейт-Джонс-стріт у Нохо, розташованій трохи більше ніж за півмилі на схід.
Те, що зараз називається Джонс-стріт, з’явилося до 1789 року і було названо на честь Гарднера Джонса. Сучасна вулиця Грейт-Джонс була названа на честь Семюеля Джонса, адвоката, який разом із Річардом Варіком у 1789 році переглянув статути штату Нью-Йорк і став відомим як «батько адвокатури Нью-Йорка». Він також був шурином Гарднера Джонса. Джонс передав ділянку вулиці місту за умови, що будь-яка вулиця, яка пролягала через територію, мала бути названа на його честь. Однак, коли вулицю було вперше створено в 1789 році, у місті вже була «Джонс-стріт». Жоден зять не хотів віддавати перевагу іншому, щоб покласти край плутанині, але Семюел Джонс нарешті припинив суперечку, запропонувавши «Тоді назвіть мою «Грейт-Джонс-стріт»». Альтернативна можливість полягає в тому, що Грейт-Джонс-стріт названа так тому, що вона ширша за Джонс-стріт.